# Referendum costituzionale in Turchia del 1987
Il 6 settembre 1987 si tenne in Turchia un referendum costituzionale per emendare l'"articolo provvisorio" 4 della costituzione, che vietava da 10 anni ai leader dei partiti banditi (per un totale di 242 persone) di prendere parte alla politica. Il partito di governo ANAP accettò il referendum dopo un compromesso con i partiti di opposizione sulle modifiche costituzionali. L'ANAP realizzò una campagna per il No, mentre la maggior parte dei partiti di opposizione fece una campagna per il Sì. Le modifiche furono approvate di stretta misura dal 50,2% degli elettori, con un'affluenza al 93,36%.

## Risultati
| Votazione   | Voti       | %    |
| ----------- | ---------- | ---- |
| Sì          | 11.711.461 | 50.2 |
| No          | 11.636.395 | 49.8 |
| Voti validi | 1.088.965  | 95.5 |
| Voti totali | 24.436.821 | 100  |